# Salva Cremasco
Salva Cremasco ist ein italienischer Rohmilchkäse aus Kuhmilch mit geschützter Ursprungsbezeichnung.

## Herkunft
Das Herkunftsgebiet umfasst die Provinzen Bergamo, Brescia, Cremona, Lecco, Lodi und Mailand in der Region Lombardei.
Der Name des Käses leitet sich von dem einst verbreiteten Brauch ab, die über den täglichen Bedarf hinausgehende Milchmenge aufzubewahren (it.: „salvare“) und zur Käseherstellung zu verwenden.
Salva Cremasco wird aus roher Vollmilch von Kühen der Rinderrassen Frisona italiana und Bruna Alpina hergestellt.
Mindestens 60 % des Trockenanteils der Futterration müssen aus Futtermitteln stammen, die im Herkunftsgebiet erzeugt wurden. Zugelassene Futtermittel sind Grünfutter bzw. Futter von Dauergrünland oder künstlich angelegtem Grünland, Heu, Stroh und Silage. Geeignete Futterpflanzen sind Gras und Kräuter von Wiesen in Rein- oder Mischkultur. Zulässige Strohsorten sind Weizen-, Gersten-, Hafer-, Roggen- und Triticalestroh. Das Futter kann durch Getreide und Ölsaaten sowie deren Nebenerzeugnisse ergänzt werden. Knollen und Wurzeln sowie deren Verarbeitungserzeugnisse, Nebenerzeugnisse der Zuckerindustrie (bis zu einem Anteil von höchstens 2,5 % des Trockenanteils der Tagesration) und Samen von Leguminosen in Form von Körnern, Mehl und entsprechender Nebenerzeugnisse dürfen zugefüttert werden.
Ebenfalls können Mineralsalze, Fette pflanzlichen Ursprungs, Fettsäuren aus pflanzlichen Ölen bzw. die verseiften Fettsäuren sowie Fischöle als Trägersubstanzen für Zusatzstoffe wie Vitamine, Spurenelemente, Aminosäuren und natürliche oder naturidentische Aromastoffe und Antioxidationsmittel verwendet werden.
Die Erzeugung und Verarbeitung der Milch und die Reifung des Käses müssen im Herkunftsgebiet erfolgen.

## Herstellung
Die Reifung erfolgt in Kammern, in denen junge und bereits längere Zeit reifende Laibe gemeinsam gelagert werden. Hierbei geben die länger gereiften Käselaibe ihre natürlichen Schimmelpilze an die neu eingelagerten Käse weiter. Während der Reifung werden die Käselaibe gewaschen und eingerieben, entweder mit Wasser und Salz oder mit Speiseöl, Weintrester und Kräutern. Die Mindestreifedauer beträgt 75 Tage.

## Eigenschaften
Der quaderförmige Laib hat eine Höhe von 9 bis 15 cm, die planen Seiten sind 17 bis 19 cm lang und 11 bis 13 cm breit, bei einem Gewicht von 1,3 bis 1,9 bzw. 3,5 kg. Dabei sind Gewichtsabweichungen von bis zu 10 % zulässig.
Die dünne, gewaschene Rinde ist glatt und mittelfest. Mitunter ist sie mit Oberflächenschimmel bedeckt. Der weiße und eher kompakte Teig ist bröckelig, leicht mehlig und direkt unter der Rinde weicher und leicht strohfarben.
Salva Cremasco hat einen intensiven und würzigen Geruch von Zitrusfrüchten und erhitzter Butter mit einer leichten Note von Milchsäure. Er schmeckt leicht salzig und hat nahe der Rinde eine leicht bittere, an frisches Gras erinnernde Note.
Der Fettgehalt in der Trockenmasse beträgt mindestens 48 %, der Feuchtigkeitsgehalt höchstens 47 %.

## Kennzeichnung und Handel
Salva Cremasco wird als ganzer Käse oder portioniert in den Handel gebracht. Portionierung und Verpackung müssen im Herkunftsgebiet in an die Reifungskammern angrenzenden Räumlichkeiten erfolgen. Die Käsestücke werden in Lebensmittelpapier eingepackt, um sie vor Feuchtigkeit, Beschädigung nicht autochthonen Mikroorganismen zu schützen. Die Verpackungsvorschriften sind auch deshalb erforderlich, weil die Kennzeichnung nur auf einer Seite des ganzen Käses eingeprägt wird und das Erzeugnis deshalb nach der Portionierung leicht mit einem ähnlichen Produkt verwechselt werden kann.
Beim Inverkehrbringen müssen die Packungen bzw. Verpackungsmaterialien ein Etikett mit der Aufschrift „Salva Cremasco“ DOP sowie das EU-Logo und das quadratischen Logo der Ursprungsbezeichnung tragen.